# دوري الدرجة الأولى الليتواني 2015
دوري الدرجة الأولى الليتواني 2015 (بالليتوانية: 2015 m. A lyga)‏ هو الموسم 26 من  دوري الدرجة الأولى الليتواني. أقيم خلال الفترة 28 فبراير 2015 وحتى 28 نوفمبر 2015، وكان عدد الأندية المشاركة فيه  10، وفاز فيه نادي جالغيريس.